# Halifax Town Association Football Club
Pour le club actuel du même nom, voir Football Club Halifax Town.
Maillots
Le Halifax Town Association Football Club est un ancien club de football anglais basé à Halifax. Dissous en 2008, le club est remplacé par le Football Club Halifax Town.

## Repères historiques
Le club est fondé en 1911. Il rejoint la League de 1921 (Division 3 Nord) à 1993, puis de 1998 à 2002. 
Halifax Town est dissous en 2008.

## Le Stade
« The Shay » est inaugurée en 1921, elle a une capacité de 14 061 places. Le nom Shay est dérivé de l'ancien mot anglais shaw, ce qui signifie un petit bois, buisson ou bosquet. Shay est un complexe sportif de Halifax, West Yorkshire, Angleterre près de Shaw Hill. Le FC Halifax Town (football) et Halifax (rugby à XIII) jouent leurs matchs à domicile au Shay.

## Records
(Statistiques basées sur 731 matchs depuis le 27 novembre 1926)
- Plus large victoire : 10 janvier 1967 : Halifax Town 7-0 Bishop Auckland
- Plus large défaite : 27 novembre 1963 : Halifax Town 1-7 Norwich City / 25 novembre 2003 : Hereford United 7-1 Halifax Town
- Leur record en FA Cup : Atteindre les 1/8 de finale (14 février 1953 : Halifax Town 0-3 Tottenham Hotspur)
- Leur record en League Cup : Atteindre les 1/8 de finale 1 (27 novembre 1963 : Halifax Town 1-7 Norwich City)
- Leur record en Football League Trophy : Atteindre la 2e Phase/Tour (13 décembre 2005 : Halifax Town 1-3 Scunthorpe United Football Club)
- Leur meilleure ligue (saison) : Atteindre la League Two (4e division) en 1998/1999 jusqu'en 2001/2002

## Palmarès
- Conference National : 
  - Champion : 1998

## Entraîneurs
- Neil Redfearn
- Paul Bracewell
- Jim McCalliog
- Alex Raisbeck